# Утехино
Утехино — деревня в Локнянском районе Псковской области России. 
Входит в состав Михайловской волости.
Расположена на берегу реки Локня, в 7 км к северо-западу от райцентра Локня, на автотрассе Р58 (Локня — Бежаницы — Новоржев — Пушкинские Горы).

## Население
| 2001 | 2002 | 2010 |
| ---- | ---- | ---- |
| 113  | ↘97  | ↘50  |

Численность населения деревни по оценке на начало 2001 года составляла 113 жителей.

## История
С января 1995 до апреля 2015 года деревня входила в состав ныне упразднённой Локнянской волости.